# Scipion Clavel
Pour les articles homonymes, voir Clavel.
Scipion Clavel est un acteur français du XVIIe siècle, né à Lyon le 6 avril 1645 et mort en 1706.
Il joue dans la troupe de Romainville en 1671, puis dirige les comédiens du duc de Hanovre à Nimègue en 1676. Il joue à Bruxelles de 1678 à 1681, à Dijon en 1681, à Rouen en 1686, à Avignon et Marseille en 1692. À Dresde en 1696, il fait partie de la troupe du prince de Condé en 1697, puis joue à Bordeaux (1700), à Lille (1701 et 1703) et à La Haye (1702 et 1705).